# Antonia Lanthaler
Antonia Lanthaler (ur. 3 kwietnia 1946 w Kreith Stubai) – austriacka saneczkarka, uczestniczka Zimowych Igrzysk Olimpijskich 1964, brązowa medalistka mistrzostw Europy juniorów.
W styczniu 1962 roku zdobyła brązowy medal mistrzostw Europy juniorów w Bad Aussee w jedynkach kobiet, przegrywając z Helgą Meusinger i Helgą Gugganig. W styczniu 1963 roku zajęła szesnaste miejsce w mistrzostwach świata seniorów w Imst.
W 1964 roku wystartowała na igrzyskach w Innsbrucku, podczas których wzięła udział w rywalizacji kobiet w saneczkarstwie. Nie została jednak sklasyfikowana – po pierwszym ślizgu plasowała się na jedenastym miejscu, ale drugiego ślizgu już nie ukończyła.

## Igrzyska olimpijskie
| Miejsce | Data                      | Miejscowość | Konkurencja | Ślizg 1 | Ślizg 1 | Ślizg 2 | Ślizg 2 | Ślizg 3 | Ślizg 3 | Ślizg 4 | Ślizg 4 | Łącznie | Strata | Zwyciężczyni     |
| Miejsce | Data                      | Miejscowość | Konkurencja | Czas    | Miejsce | Czas    | Miejsce | Czas    | Miejsce | Czas    | Miejsce | Łącznie | Strata | Zwyciężczyni     |
| ------- | ------------------------- | ----------- | ----------- | ------- | ------- | ------- | ------- | ------- | ------- | ------- | ------- | ------- | ------ | ---------------- |
| DNF     | 30 stycznia–4 lutego 1964 | Innsbruck   | jedynki     | 54,30   | 11.     | DNF     | DNF     | NQ      | NQ      | NQ      | NQ      | DNF     | –      | Ortrun Enderlein |